# Депутаты Верховного Совета РСФСР от Крымской АССР

Депутаты Верховного Совета РСФСР от Крымской АССР
Крымская АССР в составе РСФСР существовала до 30 июня 1945 года.
Депутаты от АССР избирались в Верховный Совет РСФСР 1 созыва 26 июня 1938 года.
Список (по алфавиту):
1. Бабенко Георгий Калинович
2. Максимов Иван Яковлевич
3. Меджитов Арслан Измаилович
4. Менбариев Абдул Джелаль Хайрулла
5. Михельсон Артур Иванович
6. Соколова Антонина Андреевна
7. Юмашев Иван Степанович